# Ів Г'юсон
Мемфіс Ів Санні Дей Г'юсон (англ. Eve Hewson; нар. 7 липня 1991, Дублін, Ірландія) — ірландська акторка, відома виконанням ролі Люсі Елкінс у серіалі «Лікарня Нікербокер».

## Біографія
Народилася в Дубліні, Ірландія другою дитиною в родині рок-музиканта Боно та активістки Елі Г'юсон. Має старшу сестру Джордан і молодших братів Елайджу та Джона. Після закінчення Коледжу Святого Ендрю вивчала акторське мистецтво в Нью-Йоркському університеті. Крім того, була студенткою літнього табору Нью-Йоркської кіноакадемії.

## Кар'єра
У фільмі «Клуб 27» Г'юсон виконала роль ірландської студентки Стелли, яка стала дебютною роботою для неї в повнометражному фільмі. Улітку 2010 акторка приєдналась до зйомок трагікомедії «Де б ти не був», у якому втілила музичну фанатку, її партнер по знімальному майданчику — Шон Пенн. У 2013 Г'юсон виконала роль другого плану в трилері «Кровні зв'язки» та зіграла екранну доньку Джеймса Гандольфіні в романтичній комедії «Достатньо слів».
На початку 2014 з'явились фотографії зі зйомок серіалу «Лікарня Нікербокер», у якому втілювала медсестру Люсі. У тому ж році приєдналась до акторського складу фільму Стівена Спілберга «Міст шпигунів». Улітку 2015 стало відомо, що вона зіграє кохану Робіна Гуда в пригодницькій стрічці 2018 року «Робін Гуд: Початок». ЇЇ було обрано серед 100 претенденток на цю роль.

## Фільмографія
| Рік       |    | Українська назва                  | Оригінальна назва                | Роль                      |
| --------- | -- | --------------------------------- | -------------------------------- | ------------------------- |
| 2008      | ф  | Клуб 27                           | The 27 Club                      | Стелла                    |
| 2008      | кф | Темряву змінює світло             | Darkness Turns to Light          | художниця                 |
| 2008      | кф | Музичні імена та музичні звуки    | Musical Names and Musical Sounds | жінка                     |
| 2011      | ф  | Де б ти не був                    | This Must Be the Place           | Мері                      |
| 2013      | ф  | Кровні зв'язки                    | Blood Ties                       | Івонн                     |
| 2013      | ф  | Достатньо слів                    | Enough Said                      | Тесс                      |
| 2014—2015 | с  | Лікарня Нікербокер                | The Knicki                       | Люсі Елкінс (20 епізодів) |
| 2015      | ф  | Міст шпигунів                     | Bridge of Spies                  | Керол Донован             |
| 2017      | ф  |                                   | Paper Year                       | Френні                    |
| 2017      | ф  | Метелик                           | Papillon                         | Нінетта                   |
| 2018      | ф  | Робін Гуд: Початок                | Robin Hood                       | Мейд Меріан               |
| 2020      | ф  | Тесла                             | Tesla                            | Ен Морган                 |
| 2021      | с  | В її очах                         | Behind Her Eyes                  | Адель (6 епізодів)        |
| 2022—2024 | с  | Погані сестри                     | Bad Sisters                      | Бека (11 епізодів)        |
| 2023      | ф  | Флора та син                      | Flora and Son                    | Флора                     |
| 2024      | с  | Чудова пара                       | The Perfect Couple               | Амелія Сакс (6 епізодів)  |
| 2025      | ф  | Джей Келлі                        | Jay Kelly                        |                           |
| 2026      | ф  | Майбутній фільм Стівена Спілберга | Untitled Steven Spielberg film   |                           |